# W 〜ダブル
『W 〜ダブル』は、フランスの劇作家ロベール・トマの戯曲“Double Jeu”（一人二役）を元にし、2010年8月から9月に日本で上演されたコメディ・サスペンスの舞台。企画・制作は芸能プロダクションキューブで、出演者はすべてキューブ所属である。
2011年2月25日にNHK教育『劇場への招待』で放映され、2011年3月28日にキューブよりDVDが発売された。

## 概要
物語の舞台はパリ郊外のある豪邸。物語の主人公フランソワーズは、天涯孤独であるが叔父の多大な遺産を相続し、半年前ほどにリシャールという魅力的な男性と結婚した。しかしリシャールは、財産目当ての乱暴な放蕩者であることがすぐに判明し、離婚を考え始めていた。そんなある日、リシャールの留守中に、家政婦ルイーズの恋人がリシャールの代わりに投獄された弟ミシェルで、しかも全く瓜二つであることが分かる。フランソワーズは、ミシェルを身代わりに立てて法律家サルトーニの前で夫婦として振る舞い、偽装離婚を謀ろうとした。しかし、ミシェルはリシャールと正反対の性格の臆病者でヘマばかり、従順なルイーズも豹変し、夫も予定を早めて帰宅と、彼女の計画に次々に狂いが生じていった。果たして、妻が仕組んだたくらみは成功するのか?

## 出演
- リシャール・ミシェル（二役）：橋本さとし
- フランソワーズ：中越典子
- 家政婦ルイーズ：堀内敬子
- 警察署長：コング桑田
- 弁護士サルトーニ：山西惇

## スタッフ
- 作：ロベール・トマ（原題「Double Jeu」）
- 演出・上演台本：G2